# Kay Galifi
Kay Galifi, nacido con el nombre de Gaetano Galifi y registrado en Argentina con el nombre de Cayetano Galifi (n. ca. 1948 en Sicilia, Italia), es un músico italiano naturalizado argentino, guitarrista, criado en Rosario, que se hizo famoso como integrante de la legendaria banda de rock Los Gatos (1966-1970), considerada fundadora del «rock nacional» argentino. En 1968, abandonó sorpresivamente la banda, radicándose en Brasil, donde se dedicó a la música. Durante varias décadas no se supo nada de él en Argentina. En 2007, con motivo del 40.º aniversario de «La balsa», reapareció en el país y fue parte de la reunificación de Los Gatos y de la gira latinoamericana emprendida.
En 2012, fue ubicado en la posición n.º 47 entre los 100 mejores guitarristas del rock argentino en la encuesta realizada por la revista Rolling Stone.

## Biografía

### El sobrenombre Kay
Cuenta Galifi que de chico era frecuentemente objeto de bromas por parte de otros chicos, debido a su nombre de origen italiano. Por esa razón, cuando se radicó en la provincia de Buenos Aires al promediar la década de 1960, él mismo se creó el sobrenombre de "Cay", abreviatura de Cayetano. Poco después y luego de haber visto una película inglesa en la que aparecía un personaje llamado "Kay", adoptó este seudónimo en su versión definitiva.

### Inicio

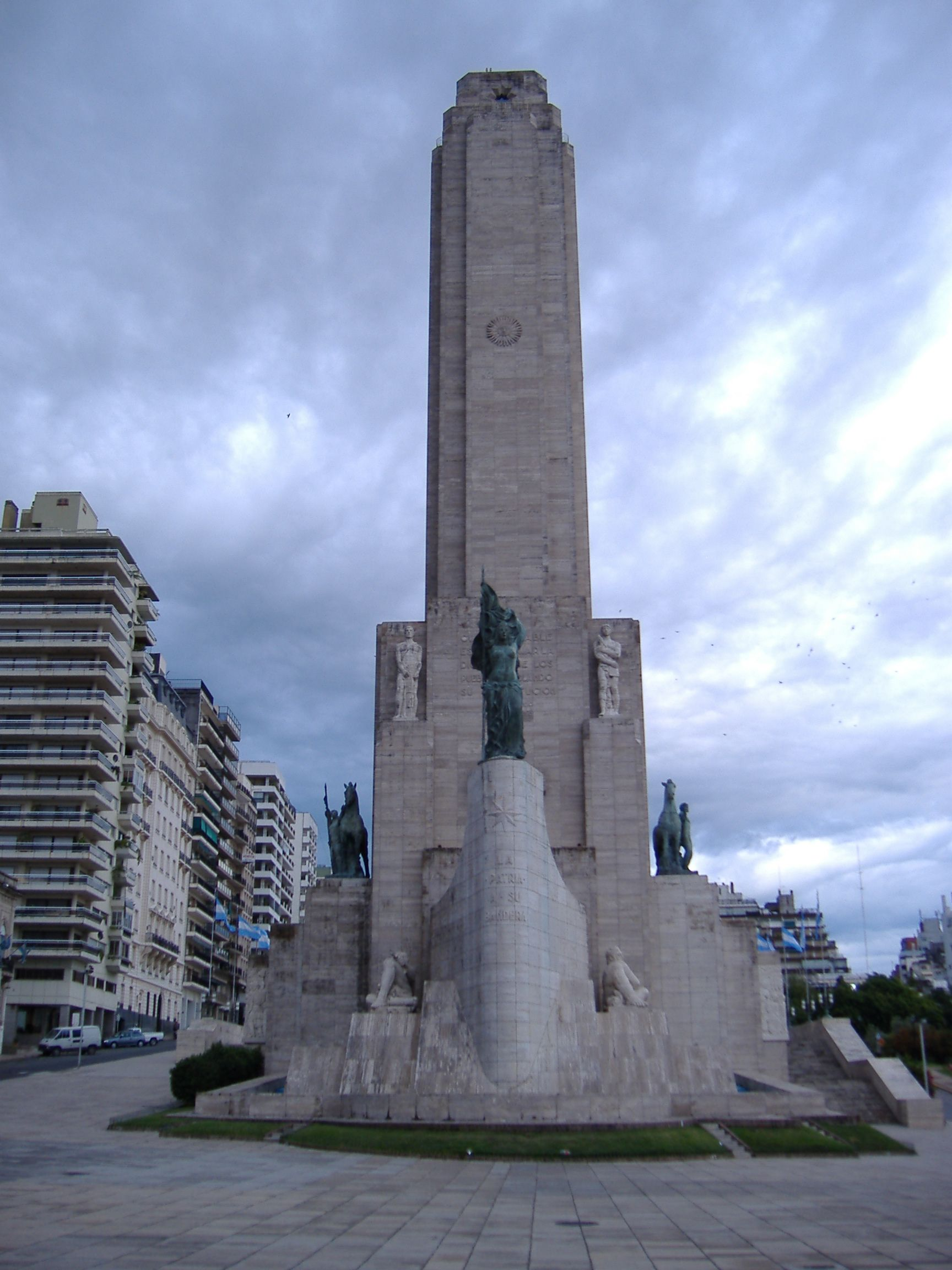
Monumento a la Bandera de Rosario. Kay Galifi nació en Sicilia, pero se radicó en Rosario cuando tenía un año. Allí realizó sus estudios primarios y secundarios, se inició en la música, formó sus primeras bandas y conoció a los músicos rosarinos con quienes integró Los Gatos.

Kay Galifi nació en Sicilia, Italia, con el nombre de Gaetano Galifi. Cuando tenía 2 años, sus padres emigraron a la Argentina, siendo registrado como Cayetano Galifi. Se radicaron en Rosario, provincia de Santa Fe, donde Kay se crio y realizó sus estudios primarios y secundarios. Su padre fue primero estibador en el puerto y luego instaló un puesto de venta de alimentos que finalmente se concentró en quesos y fiambres. Kay recuerda que, muchas veces Los Gatos comían gracias a los alimentos que les enviaba su padre.
En Rosario, sus gustos musicales se orientaron primero hacia el folklore. En un reportaje en Brasil cuenta cómo se inició en el gusto por el rock, durante la primera gira de la banda de adolescentes mexicanos Los Teen Tops, en 1961:

(Fue) allá en Rosario. Bueno, una vez oyendo radio en el comercio de mi papá escuché un grupo mexicano... Los Teen Tops, exactamente. Cuando oí aquel sonido de Strato, quedé loco. El timbre era brillante. Fui a verlos tocar en el auditorio de la radio. No conseguí. Había mucha gente. Conseguí verlos después en un club. Cuando vi a los tipos tocando en el escenario, todo aquel clima, enloquecí y pensé: "es eso lo que yo quiero". Entonces le hice unos agujeros a mi guitarra, le puse dos cositas, un pedazo de hilo y pasé a tocarla como si fuese una guitarra eléctrica.

En ese momento conoció al baterista Oscar Moro, también de 13 años, con quien luego integraría Los Gatos. Ambos formaron una banda llamada Los Halcones, que incluía también a un pianista de apellido Di Doménico y a un bajista. Poco después fue convocado por el cantante Johnny Tedesco (luego famoso por integrar el Club del Clan) para tocar con él, junto con Moro y el bajista de Los Halcones. El grupo tocaba música norteamericana, pero con letras en español y principalmente las canciones de los Teen Tops, entre ellas la famosa canción de rock en español "Popotitos".
En 1966 comenzó a estudiar la carrera de Medicina en la Universidad Nacional de Rosario, aunque sin abandonar sus actuaciones musicales en fiestas y carnavales. Por entonces conoció a Litto Nebbia y Ciro Fogliatta, también rosarinos, quienes tenían una importante banda de rock llamada The Wild Cats (nombre luego cambiado por su traducción, Los Gatos Salvajes), que ya estaba tocando en Buenos Aires, con un contrato en el difundido programa de televisión Escala Musical. 
A fines de 1966, Kay le preguntó a Nebbia si podía unirse a su banda. En realidad para entonces Los Gatos Salvajes se habían disuelto porque los contratos en la televisión con que se sostenían habían terminado. Nebbia, de todos modos, lo enfrentó con su vocación y le dijo que si realmente le gustaba la música, debía quemar los libros. Kay, literalmente, hizo lo que Litto le dijo: quemó sus costosos libros de medicina y se fue a vivir a Buenos Aires.
Litto Nebbia (voz) y Ciro Fogliatta (teclados) integraron a Kay (guitarra) y Moro (batería), y comenzaron a ensayar informalmente, dando origen a Los Gatos. Los cuatro se alojaban en una humilde pensión en el barrio de Once llamada Hotel Santa Rosa, sobre la avenida Rivadavia casi esquina Jujuy, a pocos metros de una pizzería llamada La Perla, que poco después se constituiría en uno de los reductos en los que surgió el llamado "rock nacional" argentino.

### Los Gatos y «La balsa»

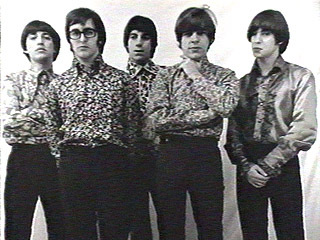
Los Gatos en 1967: De izquierda a derecha: Ciro Fogliatta (órgano), Kay Galifi (guitarra), Oscar Moro (batería), Litto Nebbia (voz, armónica y pandereta) y Alfredo Toth (bajo). «La balsa» (1967) fue su primer simple, desatando una fiebre juvenil masiva por el rock en español.

A comienzos de 1967 Litto Nebbia consiguió que Los Gatos, ahora completados con un bajista proveniente de la zona sur del conurbano bonaerense, Alfredo Toth, fueran contratados como banda permanente de La Cueva, un pequeño y precario club nocturno underground ubicado en Pueyrredón 1723, donde se concentraban los escasos músicos y seguidores del rock local.
Durante esos meses, Kay Galifi, junto a Los Gatos, integró el puñado de jóvenes roqueros que se concentraron en Buenos Aires y dieron origen al "rock nacional argentino". Ese movimiento tuvo su epicentro original en un triángulo formado por La Cueva, el Instituto Di Tella (Florida 900) y Plaza Francia.
Además de Los Gatos Salvajes y Los Gatos, algunos de los grupos y músicos que constituyeron el núcleo original del rock nacional argentino fueron The Seasons (Carlos Mellino, Alejandro Medina), Los Beatniks (Javier Martínez, Pajarito Zaguri, Mauricio "Moris" Birabent), Los In (Francis Smith), Miguel Abuelo, Tanguito y los periodistas y poetas fundacionales del rock Pipo Lernoud y Miguel Grinberg. Sandro era uno de los que habían alquilado La Cueva, pero solo excepcionalmente participaba de los encuentros.
Por las noches, cuando terminaban las funciones en La Cueva, los roqueros iban a amanecer a las plazas o a los bares que permanecían abiertos toda la noche.

Cuando salíamos de la Cueva, si era verano nos íbamos a una plaza, y si era invierno nos íbamos a un bar, y nos quedábamos hasta las 8 de la mañana. En esas guitarreadas yo cantaba mis canciones y Moris, Javier y Tango cantaban las suyas. Esa época fue bastante parecida a la del tango.

Entre esos bares estaba la pizzería La Perla (del Once), frente a Plaza Miserere, en la esquina de las avenidas Rivadavia y Jujuy. El lugar era un punto de encuentro habitual porque estaba a la vuelta de la pensión en la que vivían Los Gatos.
Galifi recuerda así aquella época:

Era muy difícil. La policía acostumbraba a confundirnos con los vagabundos, sobre todo porque usábamos pelo largo. A veces dormíamos en ómnibus o en baños de cine, que allá en la Argentina se encontraban del lado de afuera. Cuando ganábamos algún dinero, dormíamos los cinco en un cuarto de hotel. Era un hotel bravo, de rascarse la noche entera. Había muchas putas y travestis... Nuestro dinero o alcanzaba para pagar el hotel o la comida. Lo que nos salvaba era que la pizza era barata.

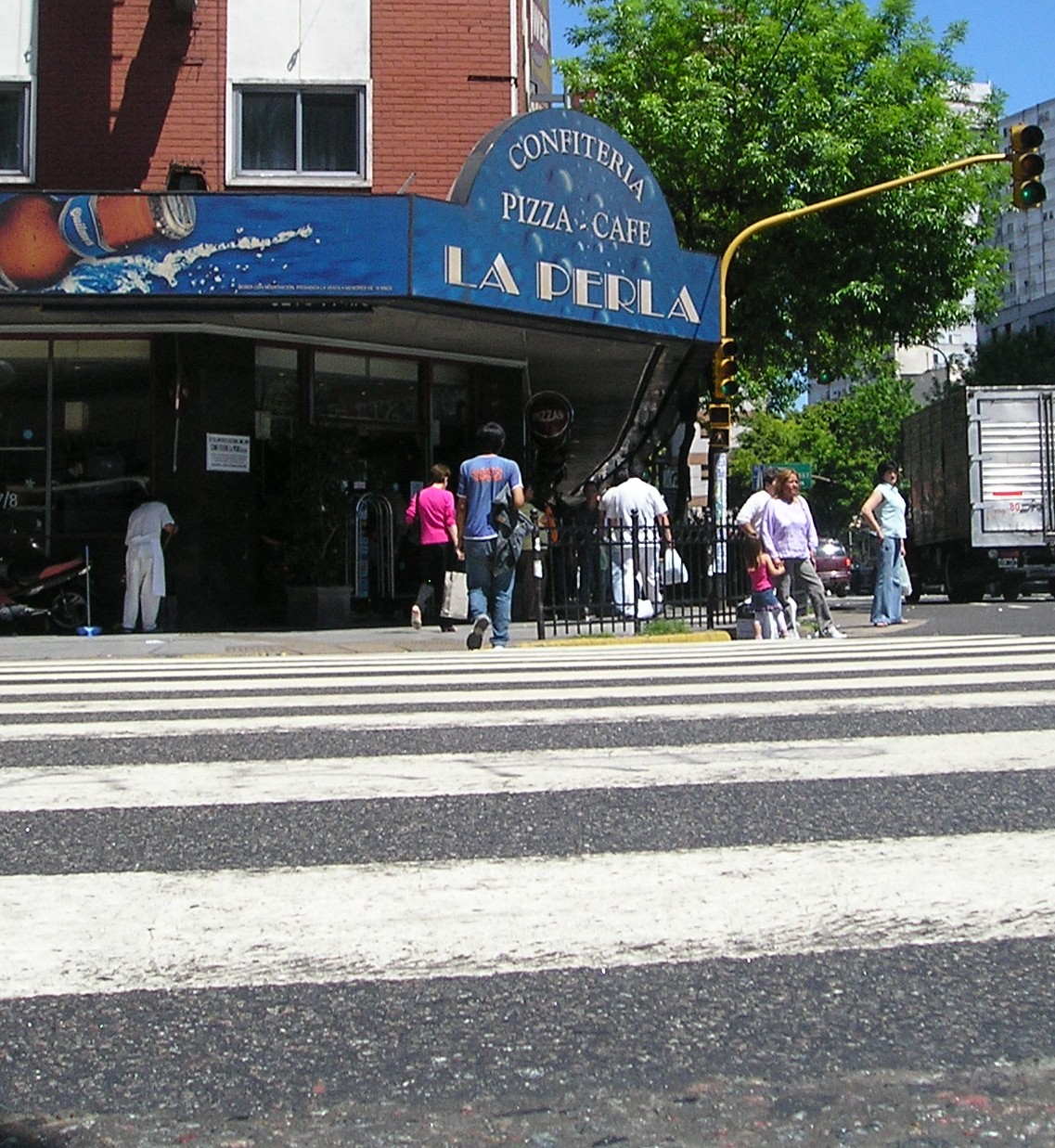
La Perla del Once, la pizzería donde nació en 1966-1967 el llamado «rock nacional» de Argentina; se encontraba a pocos metros de la pensión Santa Rosa, donde vivían Los Gatos.

En La Perla del Once, Litto Nebbia y Tanguito compusieron «La balsa» en el otoño de 1967, canción considerada como el momento de inicio del rock nacional. Poco después, en junio de 1967 Los Gatos grabaron dos temas de rock en español para el sello RCA (Vik): «Ayer nomás» y «La balsa». El 3 de julio ambos temas fueron lanzados como simple. El tema se convirtió en un éxito masivo e impensado entre la juventud, vendiendo 250.000 placas.
Pocos meses después Los Gatos lanzaban su primer álbum, con todos los temas de rock en español compuestos por Litto Nebbia, encabezado por «La balsa», y que incluía también dos temas que se volvieron éxito: «Ayer nomás» y «El rey lloró».
El éxito de ventas pronto abrió las puertas de la televisión y Los Gatos, con Litto Nebbia a la cabeza, se volvieron "rock stars". Poco después «La balsa» se constituía en el tema del verano 1967/1968. El éxito desmintió la opinión, por entonces casi unánime, de que el rock debía cantarse en inglés y que el español carecía de la sonoridad adecuada y sería rechazado por el público.
El cantante Johnny Tedesco recuerda el estilo de Kay de esta manera:

Como guitarrista era un adelantado para la época. Le sacaba un sonido a la guitarra como nadie acá. Tenía una guitarra Hamstrong, mucha onda y sabía todos los yeites.

Galifi participó en los tres primeros álbumes de la banda: Los Gatos (1967), Viento dile a la lluvia (1968) y Seremos amigos (1968), que incluyen otros éxitos masivos y duraderos como "Viento dile a la lluvia", "El rey lloró", "Los payasos no saben reír", "Seremos amigos", "La chica del paraguas", "Mañana" o "Eres un hada al fin", entre otros.
En la cúspide del éxito, Los Gatos se disolvieron en 1968. Nebbia emprendió una carrera como solista y el resto del grupo viajó en 1969 a Nueva York con la intención de vivir personalmente la revolución del rock. Kay Galifi fue con ellos, pero al regreso desapareció.

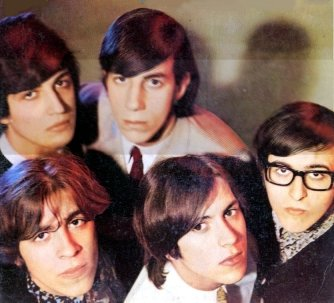
Tapa del primer álbum de Los Gatos, 1967. Arriba: Ciro Fogliatta y Oscar Moro; Abajo: Litto Nebbia, Alfredo Toth y Kay Galifi.

### El "gato" perdido
Cuando Los Gatos se presentaron en 1968 en el Festival Internacional de la Canción de Río de Janeiro (Brasil), Kay Galifi conoció a una joven llamada Regina, de la que se enamoró. En 1969, luego de volver de Nueva York, renunció a Los Gatos y se fue a Brasil para casarse. Ni sus compañeros ni los medios de comunicación argentinos volvieron a saber nada de él hasta 2005.
En un reportaje de la revista Rolling Stone a Litto Nebbia, realizado en 2005, el periodista le preguntó si alguna vez volvieron a tener noticias de Kay Galiffi, y el solista contestó: 

Es increíble. Nadie sabe dónde está. Ni nosotros ni los familiares en Rosario, nadie supo más nada.

Los Gatos se reunieron nuevamente en 1969. Ante la ausencia de Kay, Nebbia trajo un guitarrista de reemplazo llamado Pappo Napolitano, quien resultaría ser uno de los máximos guitarristas de rock de la Argentina.
Entretanto Galifi, efectivamente, abandonó todo por amor y se fue a Brasil. «Fue mi ser o no ser», diría años después Galifi, pensando en ese momento. Allí se casó y vivió cinco años con la joven brasileña que lo llevó a abandonar Los Gatos, la fama y la Argentina, radicándose en Río de Janeiro y dedicándose a la música clásica con su nombre legal, Gaetano Galifi:

Allá comencé a tocar en varios conjuntos de rock, que no era muy fuerte en Río, porque la música brasilera llena todo. Entonces empecé a tocar la música brasilera, samba, bossa nova, latin jazz, hasta que después de un tiempo comencé a tocar música clásica, a estudiar la lectura y esas cosas, y terminé pasándome a la música clásica. Cambié de instrumento, de guitarra eléctrica a acústica, y comencé a componer.

En Brasil, entre otras actividades, integró a fines de la década del 60 el grupo de bossa nova Impacto 8, con Raulzinho do Trombone, Robertinho Silva, Oberdã y Hélio Celso, entre otros. También fue guitarrista del grupo rock Analfabitles, entre 1971 y 1972. A mediados de la década del 70, formó el grupo Quase, todos con actuación en el underground carioca, en un momento en el que el rock brasileño tenía escasa masividad. 
En 1975 se divorció y cayó en una extrema depresión por varios años:

Me separé en 1975 y me metí en la religión, estudié yoga, teosofía y me hice astrólogo... algo que, por otra parte, fue lo único que me hizo bien. Pero llegó un punto en el que para mí nada más existía, y fui abandonándolo todo. Vendí la ropa, los discos, las partituras... todo. Me quedó sólo la guitarra, y cuando llegó el momento, no pude desprenderme de ella. Me dije: Si la vendo, me vuelvo loco. Era lo único que me sostenía al mundo. Fue ahí cuando empecé a volver poco a poco, tocando música clásica, componiendo y dedicándome a la enseñanza.

Se desempeñó entonces como profesor de guitarra en el Conservatorio de Música de Río de Janeiro. Con sus enseñanzas influyó en toda una generación de roqueros y bluseros brasileños, entre ellos Victor Biglioni, Celso Blues Boy y sobre todo Roberto Frejat, el guitarrista de Barão Vermelho, banda clave del rock brasileño, liderada por Cazuza. Publicó además un Método Completo de Guitarra: do Blues ao Jazz. En 2001 compuso y grabó en álbum su sinfonía clásica "Amazonas. Poema violinístico".

### Reaparición y la vuelta de Los Gatos
En 2005, el periodista brasileño Nelio Rodrigues del sitio Senhor F lo entrevistó, y poco después el historiador Mario Antonelli se comunicó con él para localizar a Galifi. El momento coincidió con la cercanía de los 40 años de la grabación de «La balsa», el 3 de julio de 2007, y consecuentemente del nacimiento del rock nacional argentino.
Ciro Fogliatta y Litto Nebbia le ofrecieron entonces volver a la Argentina para participar de una reunión de Los Gatos original, sin la presencia de Oscar Moro, fallecido el año anterior. Kay Galifi aceptó y Los Gatos se volvieron a reunir, convocando a dos bateristas históricos, Rodolfo García (ex Almendra) y Daniel Colombres, para ocupar el lugar vacío de Moro. Tampoco estuvo Pappo, fallecido en 2005, integrado a Los Gatos en reemplazo de Galifi. 
Con esta nueva formación Los Gatos trataron de realizar una gira latinoamericana de celebración de los 40 años de «La balsa» que finalmente no se llevó a cabo. En este marco de reconocimiento, Litto Nebbia abandonó su tradicional postura de no tocar «La balsa», y la banda realizó una nueva versión del tema con participación de Fito Páez. La nueva versión de «La balsa» iba a integrar la publicación por parte de Sony BMG, de una caja conteniendo los seis álbumes originales de Los Gatos que, como la gira antes mencionada, tampoco se realizó. 
Ese mismo año Galifi se presentó en Rosario para interpretar en concierto su sinfonía clásica "Amazonas. Poema violinístico".

## Trayectoria
- 1967-1968: Los Gatos (rock en español)
- 1969-2007: bandas underground y enseñanza de la guitarra en Brasil
- 2007: Los Gatos

## Discografía
- 1967 - Los Gatos I
- 1968 - Los Gatos II
- 1968 - Seremos amigos
- 1969 - Beat N.º 1
- 1970 - Rock de la mujer perdida

### Para ver y oír
- Kay Galifi interpreta "Escorpião", en Brasil, YouTube
- Los Gatos (Nebbia-Fogliatta-Galifi-Toth-García-Colombres) interpretan «La balsa», con Fito Páez, 2007, YouTube.

- Datos: Q2840153